# Cinema de fantasia
El cinema de fantasia és un gènere cinematogràfic basat en l'imaginari i del meravellós de la cultura anglosaxona, està relacionat amb el cinema oníric europeu del qual comparteix alguns punts en comú. Les pel·lícules d'aquest gènere que pertanyen també al gènere de la fantasia amb temes fantàstics de manera adjunta, normalment màgia, esdeveniments sobrenaturals, mitologia, folklore, o mons de fantasia exòtics. El gènere es considera una forma de ficció especulativa juntament amb les pel·lícules de ciència-ficció i terror, tot i que els gèneres se superposen. Les pel·lícules de fantasia sovint tenen un element de màgia, mites, meravella, escapisme i extraordinari.

## Definició

### Significat
Actualment hom tendeix a classificar la fantasia com un gran gènere del qual derivarien dos subgèneres, el terror i la ciència-ficció. Això, de fet, és realment així. Passa que amb el temps el cinema de terror s'ha allunyat de la meravella mentre que el cinema de ciència-ficció s'ha acostat o allunyat, segons com n'era la societat, del meravellament.
Per aquest motiu es pot dir que la fantasia ja és un gènere a banda, així com ho són la ciència-ficció i el terror, per bé que entre tots tres hi subjau encara una línia divisòria de cops confusa.
Per a extreure'n el significat paguen immensament més les troballes si comparam la ciència-ficció i la fantasia, que si provam de mirar d'esbrinar-ne el significat mitjançant l'etimologia. En efecte, ciència-ficció i fantasia són un oposat. La primera és racional, la segona és irracional. La primera és científica, la segona és màgica i supersticiosa. El primer és un món real, tot i hipotètic, el segon és una realitat paral·lela amb les seves pròpies lleis, que la nostra ment imagina.
Això sí, tots dos s'uneixen per la seva capacitat de crear meravellament. Però el principi d'ambdues no és el mateix. La fantasia són contes de fades i follets, la ciència-ficció és una evolució hipotètica del nostre món present mitjançant el producte del desenvolupament tecnocientífic. La fantasia no contempla en gens la ciència, la ciència-ficcó no contempla en gens la màgica. La ciència no hi existeix perquè a la fantasia el món s'hi regeix per un bé i un mal invisibles. Tots dos lluiten a en una esfera gairebé religiosa que imagina un inframón, una vida terrenal i un infern.

### Els subgèneres
Com a la ciència-ficció, els subgèneres són el fruït de l'evolució mateixa del cinema de fantasia.
- Alta fantasia
- Baixa fantasia
  - Fantasia contemporània
  - Realisme màgic

## Llenguatge cinematogràfic

### Llenguatge escrit

#### El lloc de la narració
El lloc de la narració varia segon el gènere. L'alta fantasia situa la narració en un món alternatiu que només existeix a la ficció. És imaginat. La baixa fantasia, per contra, s'ambienta en el món real, tot i que fenòmens màgics que no haurien de tenir-hi lloc el tornen un món gairebé imaginat.
Real o fictici, el lloc de la narració mai no s'inventa del no-res. Això és especialment verídic per a la fantasia que porta força sovint a mons que s'han inventat a partir de la vegetació i la naturalesa en general. Sara Mira i Ignacio Moreno, a Colonització vegetal (El mètode, núm. 48, 2014), han comprovat que la fascinació que exerceixen les plantes en la imaginació de l'ésser humà prové d'una llarga tradició literària, i aquesta ha estat represa al cinema. Per tant, la creació de mons imaginaris a la fantasia es fa a partir de la vegetació. Tot se situa normalment en una espècie d'Edat mitjana amb un ambient altament vegetatiu, tot i que a l'alta fantasia aquesta vegetació és nova, insòlita i inexistent. Les plantes hi exerceixen un paper màgic: podem curar, però també maten

#### Els personatges de la narració

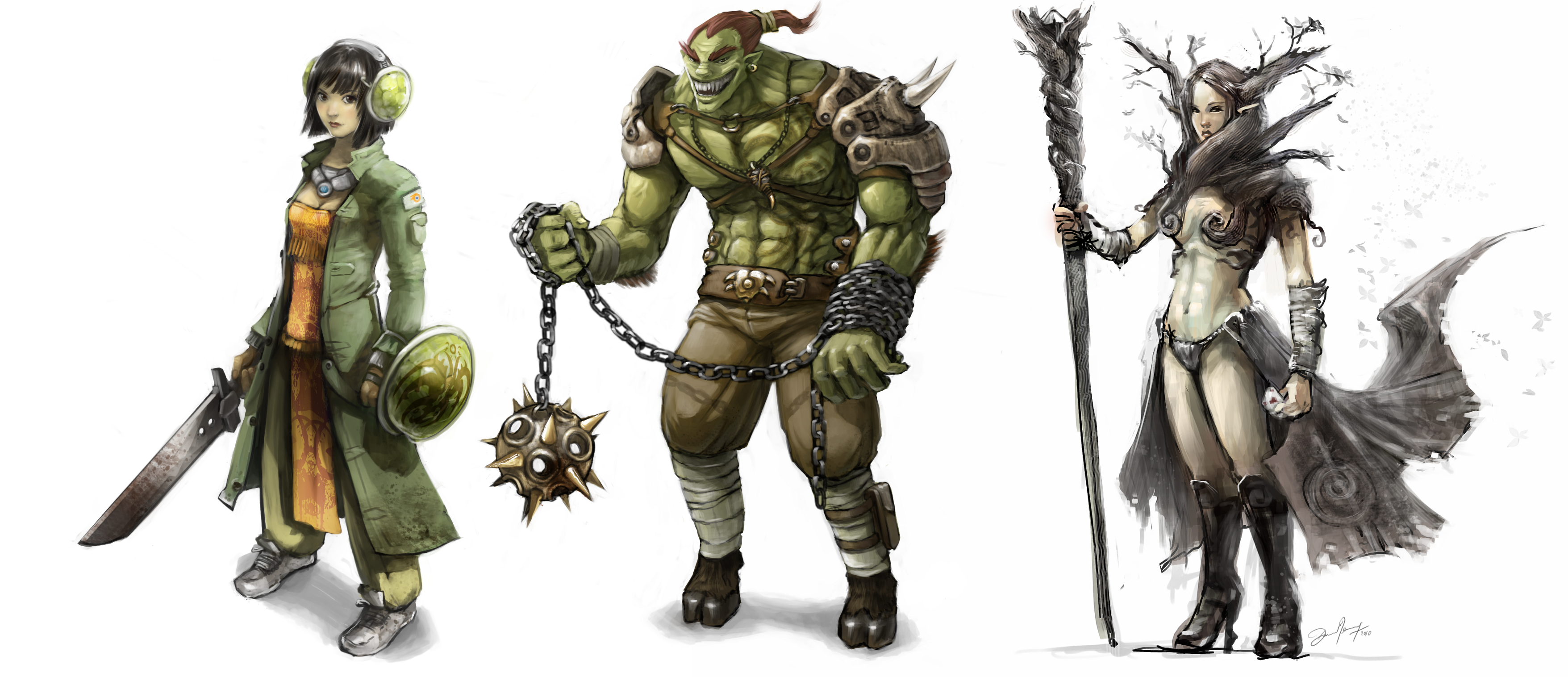
Alguns personatge del cinema de fantasia

Els personatges del cinema de fantasia són essencialment de dos tipus: el bo i el dolent. Encarnen dos valors: la bondat i la maldat. Per tant, hi ha dos protagonistes, el bo i el dolent. L'aparença i la personalitat d'aquests dos protagonistes segueix el principi del doble. És a dir, si el bo és un home jove i de gran vitalitat, el dolent ha de ser la imatge del primer tot i que degradada. El segon seria el semblant del primer en menys bé.
Sota els dos protagonistes hi trobarem una gran varietat de bons i dolents aliats cadascun en la defensa de la casua de l'un o de l'altre. Malgrat ser personatges secundaris, els dos protagonistes, bo o dolent, no podrien fer res d'allò que es proposen sense ells.
Els personatges secundaris tenen les formes més variades possibles, molt aparentades a l'Edat mitjana i al món de la vegetació. Per exemple, els bons són sovint elfs, hòbbits, nans, bruixots o follets màgics. El protagonista, en canvi, sol ser un príncep, acompanyat d'alguna princesa, si és que aquesta no està retinguda pel dolent. Els secundaris de la banda dolenta són normalment rèptis o animals carnívors, però també bruixes, fantasmes o dracs.
El protagonista bo, d'altra banda, ha de disfressar-se d'heroi i embarcar-se en una aventura contra el mal per compte nostre. És un personatge a qui ens hi hem de sentir identificats i per això la fantasia ens proposa algú que sap riure, plorar, estimar, etc. L'arquetip heroic del protagonista bo del cinema de fantasia és algú que es presenta com un model que puguem imitar a les nostres vides. La vulnerabilitat del personatge el torna humà i això ens hi acosta.
A tot plegat cal afegir-hi el component acolorit. En efecte, els dolents es tenyeixen generalment de blanc, amb cavalls alats blancs, símbols de la pau. Els dolent, en canvi, es tenyeixen de negre, amb gossos gegantescos negres com a transport. Volen ser el sinònim de la mort, la guerra o l'obscurantisme.

#### La trama de la narració
La trama de les pel·lícules de fantasia són un calc de l'aventura. Un home qualsevol es troba de cop i volta davant l'oportunitat d'encapçalar una aventura contra el mal que no podria pas perdre. Pitjor, n'és l'elegit, així mateix li ho fa saber el mentor que se'ns apareix com a bruixot. Durant tota la peripècia el mentor hi serà com a protector. És un món d'obstacles que cal superar. El fons de la missió? Batre el mal. La recompensa? La princesa, el calze o la materialització de la desfeta del mal.
El final és sempre bo. El mal acaba derrotat. L'heroi principal és victoriós. Premissa: el bé sempre guanya, encara que ens faci pensar que no és així. Durant tota la trama dos protagonistes s'encerclen de personatges estereotipats i antitètics. És un món on tot és blanc, tot negre. En tot això, l'heroi, el bo, ha patit tota una transformació al llarg de l'aventura màgica perquè al final, quan torna a vèncer la bondat, és una persona diferent. Ha superat les seves pors. No és dir poca cosa. Durant les peripècies, el component inconscient l'ha envaït i no el deixa avançar. S'atura, dubta i torna a aturar-se per dubtar. No pot, creu, però sí que és pot, romia. És un conflicte intern contra seu i que alhora s'esdevé a la trama mateixa: el bé contra el mal.

#### El temps de la narració
Temps era temps... és la típica cantarella que el pare o la mare repeteixen ancestralment als petits abans d'anar-se'n a dormir. Quan és el cas, és perquè es predisposen a llegir un conte de fantasia.
La fantasia és temps d'era temps, mai més ben dit. El temps de les pel·lícules de fantasia és sempre el passat, llunyà, ni tan solament ens en recordem. Fou un temps màgic, que avui ja no existeix perquè és molt llunyà. D'aquí que normalment s'ambienti la fantasia a l'Edat mitjana.

## Història del cinema de fantasia

### Un gènere que fa tard

#### Dels trucatges al color
La fantasia és un gènere que no va despertar entusiasme a nivell cinematogràfic inicialment. Ans al contrari, les pel·lícules de fantasia comencen a produir-se a partir de la dècada dels vuitanta del segle xx. Però, això no obstant, hi ha hagut abans d'aquesta data alguns intents, experiments o pel·lícules de fantasia. És el cas, per exemple, d'Alícia al País de les Meravelles durant la dècada dels 1940.
Per anar als inicis, cal parlar del francès Georges Méliès i els seus films de trucatges. El màgic és responsable de produccions fantasioses com ara El regne de les fades. Després d'això, la indústria del cinema es despreocupa de la fantasia. Torna a resorgir tímidament a la dècada dels anys trenta degut a la introducció del color a la gran pantalla. La Metro Golden Mayer vol atreure públic amb el color i proposa l'adaptació d'El màgic d'Oz al cinema.
Fins els vuitanta totes les pel·lícules de fantasia són adaptacions de la literatura. No hi ha producció pròpia. Aquest buit l'omple Walt Disney Studios, però les seves són pel·lícules d'animació. Així i tot, cal destacar films de l'entreguerres com ara La mòmia, Topper, El lladre de Bagdad, Die Nibelungen, A Midsummer night's dream, The man who could work miracles, Wish upen a Pike, Destiny o Lilion.

#### Films de la Segona Guerra Mundial
Durant la Segona Guerra Mundial el cinema de color és l'escull predilecte per a les pel·lícules de fantasia. Aquí hi destaca la Bella i la bèstia de Jean Cocteau, Sinbad el mariner de Richard Wallace, etc. Moltes produccions s'associen al cinema de terror o a la novel·la romàntica. Però, tot i això, sempre hi ha espai per a donar algun nom com ara Cabin in the sky, One touch of venus, La corona di ferro o Heaven can wait. La veritable pel·lícula de fantasia és La corona di ferro de l'italià Alessandro Blaseti qui s'anticipa amb una pel·lícula que sembla ambientar-se en allò que esdevindrà El senyor dels anells anys més tard.
Després de la guerra es continua associant romanticisme amb fantasia tot i que s'hi afegeix el musical. Disney estrena les seves primeres pel·lícules de no animació com ara Darby O'Gill and the little People. En paral·lel a Disney, que lidera el mercat de l'animació, hi ha pel·lícules per a adults com ara Orpheus, The 5000 Fingers of Dr. T, Harvey, Scrooge o The 7th Voyage of Sinbad. A Rússia Aleksandr Ptushko estrena tota una sèrie de pel·lícules de fantasia com ara Sadko o El gegant de les estepes. Al Japó Kenji Mizoguchi hi estrena Ugetsu.

#### Literatura, musicals i terror
Època de Guerra Freda, durant els anys 1960 i 1970 la fantasia s'associa a dinosaures, bestiotes enormes que han vingut a atemorir el planeta terra. No és veritablement fantasia. Si la fantasia no surt de la literatura, com ara Jàson i els argonautes, surt del terror, com ara La vall de Gwangi, Fa un milió d'anys o Ayesha.
Entre estatunidencs i italians, el gros vindrà de la literatura: Chitty Chitty Bang Bang, The vengance of She, Camel·lot, 7 faces of Dr. Lao, Maciste, etc.
Cap als setanta hi ha sobretot represes amb algunes novetats com ara The Noath, Monty Python and The Holy Grail, Willy Wonka, L'aprenenta de buixa, La terra oblidada pel temps, etc.

### Mai no és massa tard

#### Els anys 1980
És finalment als anys 1980 que la fantasia surt de la literatura per a fer-se lloc al cinema. La Guerra Freda encara és d'actualitat. La victòria de Margaret Thatcher i de Ronald Reagan als EUA i el Regne Unit inicia el període de neoliberalisme. Els Estats Units necessiten consum, més i més consum, sobretot consum. Les pel·lícules de fantasia són ideals per a aquest propòsit.

## Sociologia del cinema de fantasia

### Producte del cristianisme
Un altre aspecte de la fantasia, la seva trama, ens envia cap a valors judeocristians, que tot i això podríem trobar igualment a qualsevol altra religió. Per exemple, el mentor com a personatge de la ficció hi exerceix el rol de protector, així com si l'heroi de la trama tingués un Déu o amulet que el protegiria del mal. Hi sembla un moisés que guia el seu poble cap al correcte camí. L'hàbit és que el mentor contacti amb l'heroi per informar-lo de ser el protagonista d'una missió exclusiva de què n'ha estat l'escollit. Això mateix ens envia cap a la noció de messianisme.
Psicològicament parlant, aquest messianisme es propi de la psicopatia, d'infàncies truncades i desitjos de grandesa en vida adulta. És al capdavall un reflex també del sistema polític contemporani en què grans imperis, generalment els estats colonials europeus, semblen voler jugar el rol d'un messiànic que hauria vingut expressament a la terra per repartir pau. Quelcom que retrobem a la política exterior d'estats com ara els EUA, el Regne Unit, França o Rússia.
No debades, el lloc de la narració és normalment l'Edat mitjana, amb castells, espases i cavalls. La mateixa fantasia com a gènere és pròpia de l'Antic Règim, però aquest messianisme vist per una societat contemporània, fa recordar com el món posterior a l'Antic Règim prové d'unes arrels de supersticció i medievalitzants. Traslladades al límit, ens porten de pet a governs i societats megalòmanes.

### Reflex de la societat i l'ésser humà
Els obstacles són una por. És interior i per això costa, primerment d'assumir-la, tot seguit, de fer-hi front. El cinema de fantasia ens parla de les nostres pors quotidianes. Antropològicament són un confort. Ens conforten davant els obstacles que presenta el nostre tarannà. Ens donen forces i ànims per tal d'avançar.
Alhora en diuen bastant sobre la incomprensió que fem del món, car sociològicament aquests obstacles són els mateixos que els del nostre veí. La societat fa front als seus obstacles a les pel·lícules de fantasia, als reptes del tarannà, a les seves pors. Reconforen la societat, tot i que al mateix temps ens parlen d'un món molt conservador. En efecte, els obstacles que troba l'heroi durant tota la trama són el reflex d'una societat, i un ésser humà vist a escala més petita, que es pregunta sobre el seu món. No l'entén i irracionalment cerca les explicacions en coses màgiques i irreals. Però, tanmateix, el missatge que porta implítica la fantasia, per bé que l'omple de força per a continuar, no deixa de ser un reconfort sobre unes conviccions tot sovint errònies.
Aquesta és precisament l'arquetip del pensador conservador. La por cap a allò desconegut, cap a un món canviant i que no entén, l'empeny a trobar explicacions errònies, però reconfortants. Amb tot, no deixa de ser cert que aquest qüestionament és al cap i a la fi racionalitzant, del pensament racional i cartesià. L'ésser humà fa preguntes perquè l'ésser humà és racional. I, contradictòriament, les respostes són irracionals. La societat mateix, reflex de l'ésser humà, és contradictòriament irracional, encara que aparenti ser racional.
Paguen les troballes si ens fixem com l'heroi és normalment un home, valor de guerra i violència a la societat, tot i que la fantasia ens el presenta com a garantia de pau i pacifisme. Som contradictoris, racionals i irracionals, conservadors i porucs.

### Producte de la masculinitat
La fantasia també és el producte de la construcció del concepte de masculinitat que la societat contemporània ha volgut crear-se. No seria gens estrany engegar una roda d'entrevistes a peu de carrer i rebre com a resposta majoritària que la fantasia és per al públic masculí.
És així perquè dins la construcció dels rols de gènere hi és masclista, reflex de la mateixa societat. En efecte, l'heroi, sempre de sexe masculí, hi projecta les pors internes de tota parella hetero-normativa. D'aquesta manera la trama ens presenta un rapte de la princesa, l'heroïcitat del protagonista i el talent del mateix per a salvar el món, la princesa i, de fet, per a protegir-la dels mals petits i grans de què pugui ser objecte.
Amb el temps aquesta imatge ha anat variant i actualment les pel·lícules de fantasia tendeixen a mostrar dones heroïnes, però el treball hi és encara feixuc. No hi trobarem pas un home, homosexual, vestit d'heroi i en mig de l'Edat mitjana. La fantasia seria doncs efectivament el producte de la societat hetero-normativa actual.

## Impacte de la fantasia a la societat

### Política i cinema de fantasia
La fantasia és un gènere que permet la distracció i això mateix és un avantatge en l'àmbit polític. En efecte, tenir la població entretinguda permet fer sense que ningú altre demani explicacions. És una màxima que s'hereda de l'Imperi romà, el cèlebre aforisme de donar pa i circ al poble.
Però la fantasia també té altres virtuts en l'àmbit polític perquè permet apaivagar l'empipada generalitzada en una societat. La frustració de trobar-se davant unes institucions corruptes, d'una manca de mèrit generalitzada i d'una pobresa en creixement, pot conduir a la revolta. Aquí la fantasia apaivaga aquestes ganes. La trama reforça el missatge que el bé sempre guanya i, per tant, mentre la població hi cregui, el poder polític pot continuar disbauxant el món, és a dir, la gent apaivaga la seva frustració i, per tant, ja no ha de reclamar res més al poder, el qual continua en la mateixa línia.
Finalment, la fantasia és un bon mètode per tal de mantenir uns valors al si de la societat i això en clau de propaganda revela cert avantatge. El reforç d'uns valors donats pot permetre a la política de mantenir un règim polític donat. Disney és una gran font de cinema de fantasia i durant tot el segle XX ha vehiculat valors sexistes, racistes, classistes i d'exaltació a tota monarquia, cosa que n'ha tornat les produccions una mena d'adoctrinament infantil.

### Marxandatge
La por, la ciència-ficció i la fantasia no només comparteixen el vincle del meravellament, sinó que també són una font interminable d'imagineria, per tant, de comerç i marxandatge.
És important destacar aquí que el marxandatge de la fantasia, contràriament a la ciència-ficció i la por, no dona peu a ser reprès per part del públic adult. És difícil trobar un fetitxisme al voltant de la fantasia. És un gènere molt associat a la infantessa, encara que existeix fetitxisme i molts fans en l'àmbit, sobretot degut a sagues d'alta ficció com ara El senyor dels anells o Joc de Trons.
També, com als altres gèneres, la fantasia crea els seus parcs temàtics.